# Frederic Raphael
Frederic Michael Raphael (Chicago, 14 de agosto de 1931) é um roteirista, escritor, romancista e jornalista estadunidense. Ele ganhou o Oscar de melhor roteiro original pelo filme Darling - a Que Amou demais em 1966.

## Prêmios e indicações
Oscar
1. 1966: Melhor roteiro original por Darling - a Que Amou demais (venceu)
2. 1968: Melhor roteiro original por Um Caminho para Dois (indicado)